# Érico V da Suécia
Erik Ringsson ou Érico V Ringsson foi Rei da Suécia no século X. De acordo com Adão de Brema, no século XI, ele era irmão de Emundo I, tendo reinado juntamente com ele.
Ambos eram filhos do rei Ringo, o qual associou os filhos ao trono em 936.
Érico reinou de 940 a 950 e foi provavelmente sucedido no trono pelo filho Emundo II.